# Tapinoma karavaievi
Tapinoma karavaievi este o specie de furnici din genul Tapinoma. Descrisă de Emery în 1925, specia este endemică în diferite țări din Asia.